# Omar Sarmini
Omar Sarmini (né à Alep en 1962) est un chanteur syrien. Il est considéré comme une icône de l’art vocal citadin arabe et auteur d'un vaste répertoire sacré et spirituel. Il incarne la nouvelle génération de cette musique.
Omar Sarmini évolue dans des milieux religieux et fréquente très jeune les rituels du dhikr, conduits par son père, le Sheikh Muhammad Sarmini qui lui enseigne l'essentiel du répertoire de la musique sacrée.